# 鐵扇公主

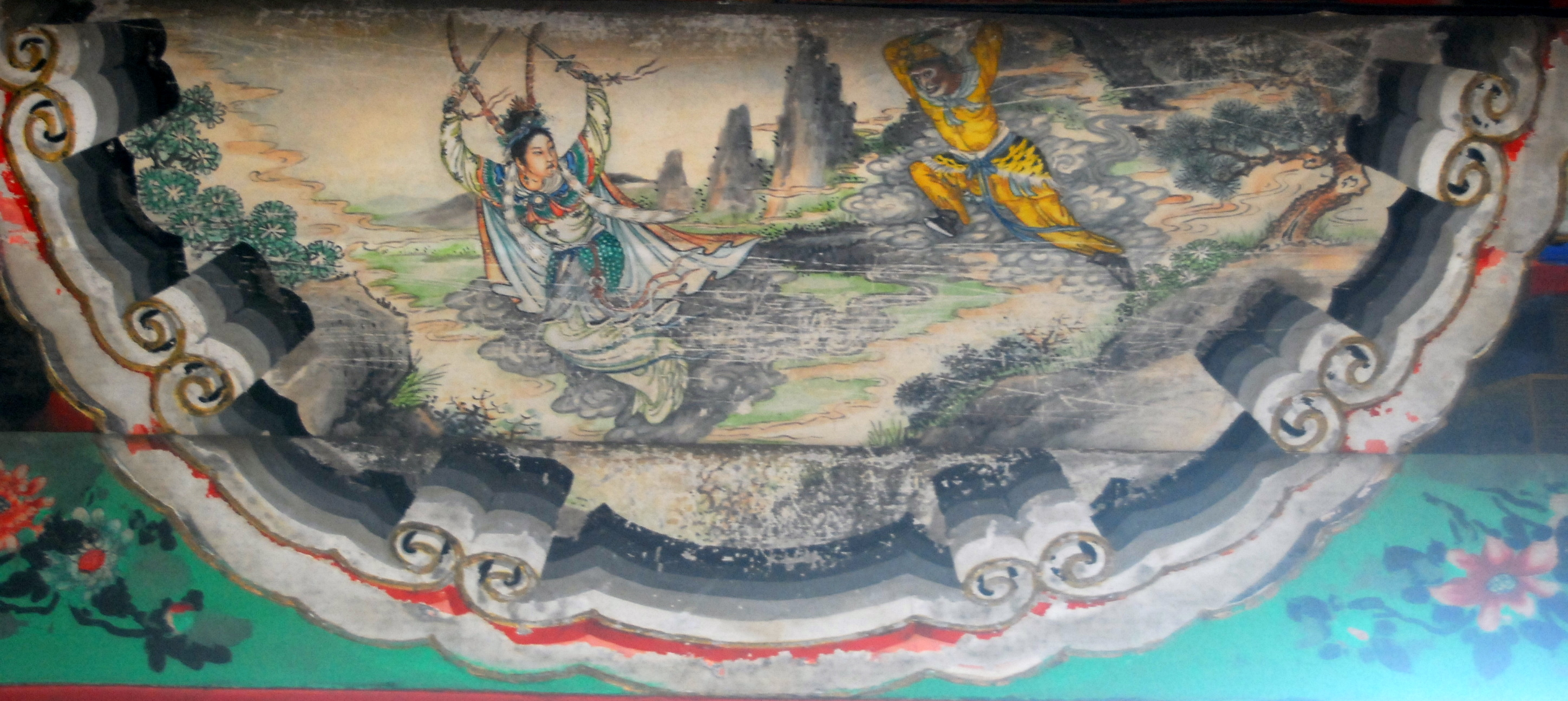
颐和园长廊彩绘中描绘的铁扇公主与孙悟空打斗的场面

鐵扇公主，亦稱鐵扇仙、羅剎女，是中國古典小說《西遊記》中的虛構人物，持有法寶‧「芭蕉扇」，為唐三藏一行人是否能通過火焰山的關鍵人物。

## 西遊記

### 雜劇《西遊記》

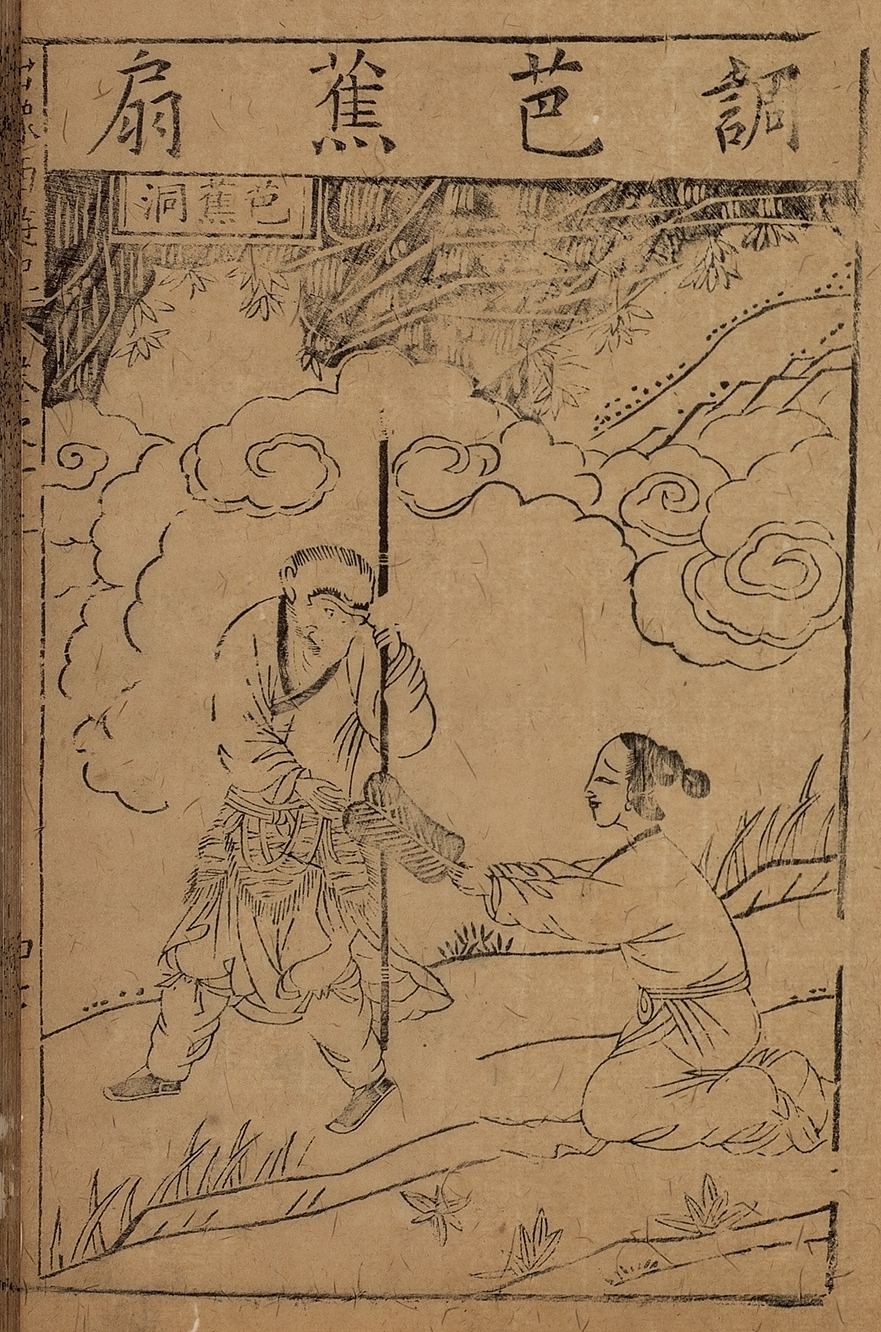
《西游记》中的孙悟空与铁扇公主，金陵世德堂本（1592年）

鐵扇公主登場於雜劇《西遊記》，是一位居住於鐵嵯山的仙人。鐵扇公主原為風部祖師，掌管諸風神，但因為與西王母在蟠桃宴起爭執，於是移居凡界，並認為在凡界的生活比天界愉快。鐵扇公主為孟婆的師父，稱二十八宿的角木蛟與井木犴為叔伯親，而斗木獬與奎木狼則是他的舅姑哥。鐵扇公主持有重千餘斤的「鐵扇子」，上有代表二十四節氣的扇骨，搧一次可以起風，兩次能降雨，第三次則能熄滅火焰山。過火焰山之前，唐僧一行人遇到了一名採藥的仙人，孫悟空從仙人得知可與鐵扇公主借鐵扇子。來到鐵嵯山後，孫悟空從當地山神得知上鐵扇公主並無夫婿，因此問山神是否鐵扇公主願意招他為夫婿，而山神的回答為「肯」。但是孫悟空來到鐵扇公主面前時，因為言行無禮而冒犯鐵扇公主，兩人因此大打出手。當孫悟空佔上風之後，反被鐵扇公主以鐵扇子擊敗。借不到鐵扇子的孫悟空只好前去找觀世音菩薩，最後由菩薩派遣雷公、電母、風伯、雨師，箕水豹、壁水貐，以及參水猿等水部神明來協助滅火。

### 小說《西遊記》
在小說《西遊記》中，鐵扇公主自幼修行而得道，居住於翠雲山芭蕉洞，為牛魔王的妻子，兩人育有紅孩兒一子。鐵扇公主持有「芭蕉扇」，原本是在崑崙山後，從混沌開闢以來，天地間自然產生的一個靈寶，為太陽的精葉，所以能夠滅火氣。搧一次可以滅火，兩次能起風，第三次則能降雨。
在書中，當唐僧一行人來到距離火焰山60里處時，從當地老人得知了該山之存在與對此地的影響，又從一名賣糕人了解到居住於翠雲山芭蕉洞的鐵扇仙使用了芭蕉扇，為這片本因炎熱而寸草不生之地帶來了能夠種植穀物的天氣，讓人們能夠有糧食。孫悟空便前去翠雲山拜訪鐵扇公主，但由於鐵扇公主認為紅孩兒被孫悟空打倒，即便解釋也不接受，因此以兩把青鋒寶劍攻擊孫悟空。一輪戰鬥下來，鐵扇公主認為自己無法勝過孫悟空，於是取出芭蕉扇將他擊敗。之後孫悟空從靈吉菩薩處取得了定風丹而再訪芭蕉洞。眼見芭蕉扇無法對付孫悟空，鐵扇公主便緊閉大門，但孫悟空化作蟲子，趁著鐵扇公主喝茶時進入到她腹中大鬧。痛苦難耐的鐵扇公主只能將芭蕉扇借予孫悟空，但當他來到火焰山使用時，才發現拿到了偽物，導致越搧火越大。
火焰山土地神指點孫悟空應該去拜訪改居積雷山摩雲洞的牛魔王，請他來協助來向鐵扇公主借芭蕉扇。但是當孫悟空到達積雷山之後，卻與牛魔王的二夫人・玉面公主起了衝突，加上紅孩兒一事而孫悟空又提及了稍早在芭蕉洞向鐵扇公主借扇不成的事情，使得牛魔王怒氣難壓。不過牛魔王向孫悟空提出了條件：若能三回合敵過他，便替孫悟空向鐵扇公主借芭蕉扇。但兩人能力不分上下，無法分出勝負。孫悟空趁著牛魔王前去亂石山碧波潭與友人餐敘時，偷走了牛魔王的坐騎並化身成他的樣貌回到了芭蕉洞，成功地從鐵扇公主手中騙來了芭蕉扇。這件事情最後引發了孫悟空與牛魔王的第二次對決，更波及了積雷山與翠雲山兩地，而孫悟空甚至請到了佛道雙方的天將神兵助陣。眼見敵不過，牛魔王轉向鐵扇公主求救，她便拿著芭蕉扇出來求情。孫悟空使用芭蕉扇成功將火焰山的火永久熄滅之後，將扇子歸還給了鐵扇公主。之後鐵扇公主隱名埋姓，前去修行而修成正果

## 《西遊記》相關作品
在《西遊補》中，孫悟空在幻覺中見到了因為自己在鐵扇公主肚子裡大鬧而意外造成她懷孕所生下的兒子・波羅蜜王。
在《薛丁山征西》中，距離《西遊記》的事件53年後，鐵扇公主是一位居住在火焰山的修行居士。樊梨花對陣五龍公主時受阻於其陣法，樊梨花派了秦漢及竇一虎請求協助；秦漢往西天觀音寺，竇一虎則以土行術前往火焰山，商借芭蕉扇一用，承諾用畢即還，果真借得芭蕉扇。但回營覆令時被不明所以的善才童子（紅孩兒）誤會是賊，幸秦漢趕到化解誤會。後破五龍陣之黃龍公主的魔性火，由善才童子帶回歸還。
在《後西遊記》中，鐵扇公主（書稱僅稱羅剎）因修成正果，而讓牛魔王成為了鬼王。成為了鬼王的牛魔王將將玉面公主復活，並建立了「羅剎鬼國」，且建了剎女行宮以感念拉拔之恩。羅剎女亦安排了一名翠雲山的人在此國。

## 《南遊記》與民間信仰
《南遊記》的鐵扇公主為鳳凰山玉環聖母的女兒，年齡16歲（年方二八），亦有一位弟弟・山成。由於華光天王騙走了玉環聖母的金塔，鐵扇公主便著裝，攜鐵扇、長槍與尖刀前去追討。在第一次交戰中，華光不敵公主而敗戰。之後華光巧遇一位仙人並得知自己與鐵扇公主有因緣。從仙人處獲得了一只鎮風丹之後，華光成功地擒走鐵扇公主，並與她成婚。由於兩人成親的故事，馬祖南竿鄉福澳境華光大帝廟配祀鐵扇公主。

## 影視作品
- 《铁扇公主》（1941年動畫電影）
- 《西遊記》陳秀珠飾演。
- 《西遊記》陳秀珠飾演。
- 《齊天大聖孫悟空》蕭薔飾演。